# Cachoeira que Congela
27° 55′ 41″ S, 49° 51′ 19″ O
A "Cachoeira que congela" ou "Cascata que congela" é uma pequena queda d'água, situada a 1535m de altitude (sua base) e de 1580 m na parte superior da cachoeira, que possui duas quedas, é localizada às sombras (face Leste) a 700 m do topo do Morro das Torres (ou das Antenas), cujo nome original é Serra do Campo Novo, no município de Urupema, cuja altitude medida desta elevação é de 1733 m na região conhecida como "Planalto das Neves" em Santa Catarina.

## Características
A cachoeira leva esse nome por congelar nos dias mais frios do inverno. Essa condição é atingida por situar-se em um enclave, pequena reentrância, quase totalmente escondida pela vegetação típica da Serra Catarinense (Mata Ombrófila Mista-Alto Montana), sombreada quase o dia todo, permitindo que o ar frio escoado do topo do Morro das Torres permaneça sem aquecer, expondo o local a muitas horas sob temperaturas negativas. O Morro das Torres, diferentemente das maiorias das elevações do Sul do Brasil, é uma gigantesca esponja natural, já que seu topo é um banhado (turfeira). 
Seu extenso topo (cerca de 1200 m), de vegetação de gramíneas baixas, totalmente encharcado de água, mantém a baixíssimas temperaturas todo o sistema água/vegetação, cuja precipitação é rapidamente absorvida e escoada em função do intenso fraturamento sub-horizontalizado da rocha vulcânica, recoberta pela vegetação típica de banhados comuns no sul do Brasil, nos interflúvios, que são a origem da maioria dos rios do planalto sul-brasileiro. 
O escoamento da água pela pouca espessura do manto de solo é muito rápido, sendo que esta cobertura superficial está sempre exposta ao vento e a baixas temperaturas que mantém as rochas como um amplificador do frio, algo como um refrigerador, capaz de congelar-se também ao longo de seu curto caminho desde o topo do morro ate as proximidades da cachoeira, facilmente visto em dias de frio rigorosos, ao longo da estrada que leva até o topo do morro e que pode ser visto, como "estalactites" nos barrancos, com longos cristais de até meio metro.